# Cappel-Neufeld
Cappel-Neufeld (niederdeutsch Cappel-Neefeld) ist ein Ortsteil der Ortschaft Nordholz. Das eingemeindete Nordholz gehört seit 2015 zur Einheitsgemeinde Wurster Nordseeküste im niedersächsischen Landkreis Cuxhaven.

## Geografie

### Lage
Cappel-Neufeld liegt im Land Wursten zwischen den Städten Bremerhaven und Cuxhaven.

### Nachbarorte
|       |                                             | Spieka-Neufeld |
|       | Kompassrose, die auf Nachbargemeinden zeigt | Spieka         |
| Dorum |                                             | Cappel         |

(Quelle:)

## Geschichte

### Eingemeindungen
Am 1. Juli 1968 schlossen sich die Gemeinden Cappel-Neufeld, Spieka und Spieka-Neufeld zu der Gemeinde Spieka zusammen.
Im Zuge der Gebietsreform in Niedersachsen, die am 1. März 1974 stattfand, wurde die Gemeinde Spieka, sowie Gebietsteile der Gemeinde Midlum mit damals etwa 50 Einwohnern in die Gemeinde Nordholz eingegliedert.
Zum 1. Januar 2015 fusionierte die Gemeinde Nordholz mit der Samtgemeinde Land Wursten zur Einheitsgemeinde Wurster Nordseeküste.

### Einwohnerentwicklung
| Jahr      | 1910  | 1925  | 1933  | 1939  | 1950  | 1956  |
| --------- | ----- | ----- | ----- | ----- | ----- | ----- |
| Einwohner | 236   | 282   | 247   | 220   | 378   | 264   |
| Quelle    | [ 6 ] | [ 7 ] | [ 7 ] | [ 7 ] | [ 1 ] | [ 1 ] |

|  |

## Politik

### Ortsrat und Ortsbürgermeister
Auf kommunaler Ebene wird Cappel-Neufeld vom Ortsrat aus Nordholz vertreten.

### Wappen
Der Entwurf des Kommunalwappens von Cappel-Neufeld stammt von dem Heraldiker und Wappenmaler Gustav Völker, der im Landkreis Cuxhaven an die 25 Wappen entworfen hat.
| Wappen von Cappel-Neufeld | Blasonierung: „Geteilt, oben in Gold eine nach rechts gewandte Faust in Naturfarbe, aus einem schwarzen Ärmel hervorstoßend, unten in Grün ein silberner welliger Schildfuß.“ |
| Wappen von Cappel-Neufeld | Wappenbegründung: Der silberne, wellige Schildfuß weist auf die Nordsee hin und die grüne Fläche auf den Deich. Die Faust ist dem Wappen des Vogtes Johann Eide Fouwes entlehnt, der in Cappel-Neufeld viel Land besaß und im Jahre 1670 als Faust von und zu Neufeld geadelt wurde. |

## Kultur und Sehenswürdigkeiten

### Vereine und Verbände
- Jagdgenossenschaft Cappel-Neufeld
- Mittelalterlicher Friesenhof Cappel-Neufeld
- Sommerdeichverband Dorum/Cappel-Neufeld

## Persönlichkeiten
Personen, die mit dem Ort in Verbindung stehen
- Friedrich Husmann (1877–1950), Lehrer und Heimatdichter, unterrichtete von 1899 bis 1901 in Cappel-Neufeld

## Sagen und Legenden
- Faust und der Teufel[9][10]